# 圣阿梅尔
圣阿梅尔（法語：Saint-Armel，法語發音：[sɛ̃.t‿aʁmɛl]）是法国伊勒-维莱讷省的一个市镇，位于该省中南部，属于雷恩区和雷恩都会区，其市镇面积为7.75平方公里，2022年1月1日时人口数量为2344人。
圣阿梅尔是雷恩都会区的组成部分，是雷恩的一个卫星城。

## 行政
圣阿梅尔的邮政编码为35230，INSEE市镇编码为35250。

## 地理

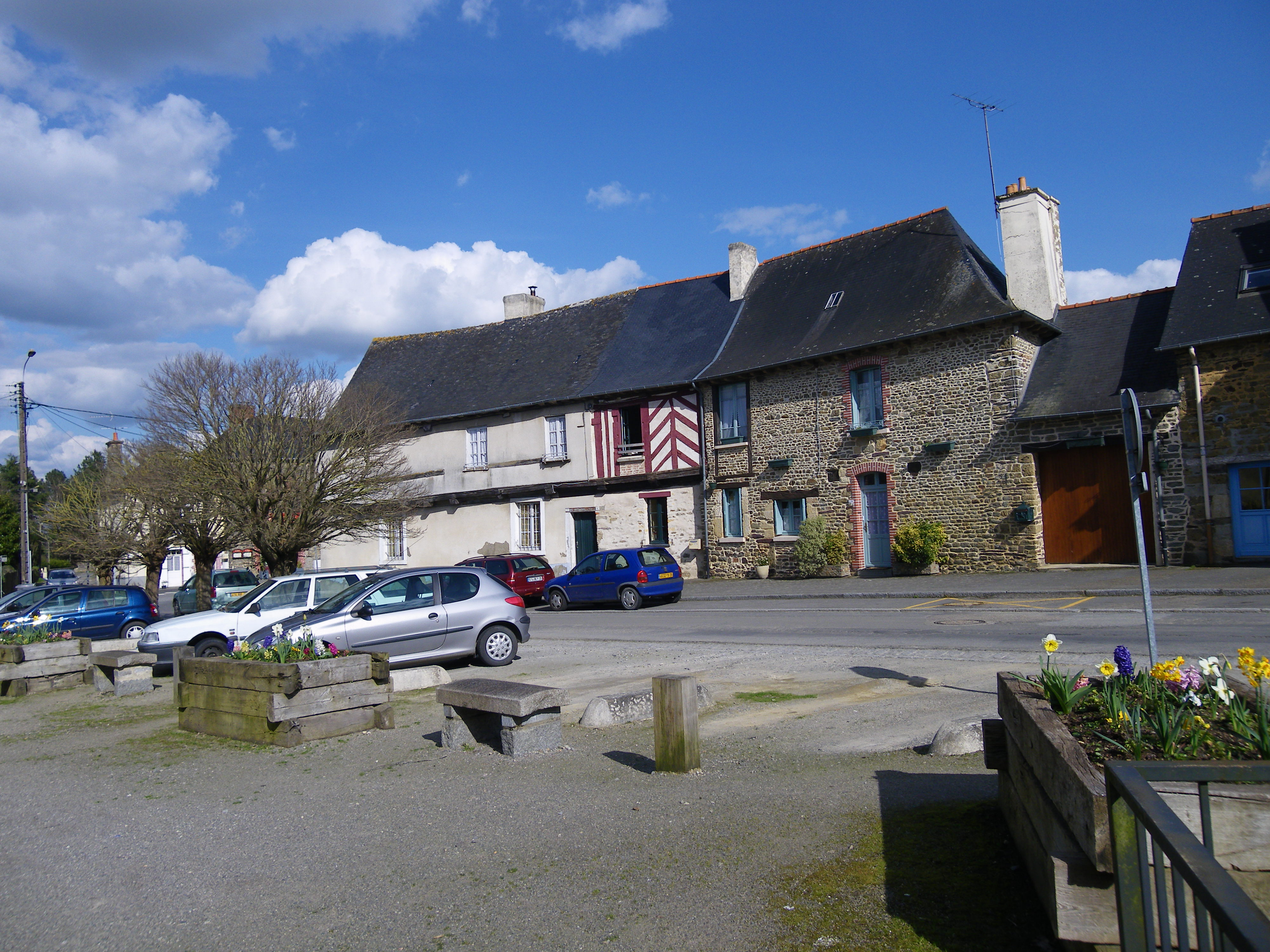
镇中心的民居

圣阿梅尔（48°0'42"N, 1°35'26"W）位于法国西北部，布列塔尼大区东部和伊勒-维莱讷省中南部，距离省会雷恩大约13公里。
与圣阿梅尔接壤的市镇包括：努瓦图、布尔巴雷、科尔尼、塞什河畔韦恩。
圣阿梅尔境内地势平坦，海拔在22至79米之间。
塞什河自东向西流经境内北部，为维莱讷河的一条支流。普吕讷莱溪（ruisseau de Prunelay）流经境内东部。
按照柯本气候分类法，圣阿梅尔属于较为典型的温带海洋性气候，全年温差较小，降水分布均匀。

## 交通
伊勒-维莱讷省省道D36线、D39线和D41线在圣阿梅尔境内交汇。雷恩公交73路和快速173线经过圣阿梅尔境内并设有站点。圣阿梅尔火车站是沙托布里扬－雷恩铁路线上的一个通勤车站。

## 政治
现任塞什河畔韦恩市长为莫尔加娜·马迪奥女士（Morgane Madiot），她是一名无党派人士。

## 人口
| 年份   | 1936 | 1946 | 1954 | 1962 | 1968 | 1975 | 1982  | 1990  | 1999  | 2004  | 2009  | 2014  | 2017  |
| ------ | ---- | ---- | ---- | ---- | ---- | ---- | ----- | ----- | ----- | ----- | ----- | ----- | ----- |
| 人口數 | 450  | 505  | 518  | 521  | 716  | 809  | 1,003 | 1,290 | 1,393 | 1,650 | 1,756 | 1,820 | 1,981 |

## 历史文物
- 圣阿梅尔圣阿梅尔教堂（法语：Église Saint-Armel de Saint-Armel）为法国国家文物保护单位。